# Amsacta grammiphlebia
Amsacta grammiphlebia är en fjärilsart som beskrevs av George Francis Hampson 1901. Amsacta grammiphlebia ingår i släktet Amsacta och familjen björnspinnare. Inga underarter finns listade i Catalogue of Life.